# Distretto di Morococha
Il distretto di Morococha  è uno dei dieci distretti della provincia di Yauli, in Perù. Si trova nella regione di Junín e si estende su una superficie di  265,67 chilometri quadrati.